# 18664 Рафаелта
18664 Рафаелта (18664 Rafaelta) — астероїд головного поясу, відкритий 20 березня 1998 року.
Тіссеранів параметр щодо Юпітера — 3,251.